# جک هارمن
جک هارمن (انگلیسی: Jack Harman; ۲۰ ژوئیهٔ ۱۹۲۰ – ۲۸ دسامبر ۲۰۰۹) فرد نظامی اهل بریتانیا بود. وی همچنین برندهٔ جوایزی همچون صلیب نظامی شده‌است.